# 铜瓦门大桥
铜瓦门大桥是浙江省宁波市象山县一座跨海大桥，跨越铜瓦门海峡，连接石浦镇及东门岛，为中承式钢管混凝土提篮拱桥，全长292米，宽10米，主跨238米，于1998年10月开工，2001年6月8日钢管拱合龙，2002年5月通车:150-151:1390。